# ブリストル
ブリストル（ Bristol; [ˈbrɪstəl]）は、イギリス西部の港湾都市。サウス・ウェスト・イングランドにある単一自治体であり、シティ・ステータスを持つとともに単体で典礼カウンティを構成する。ロンドンから西に169キロ、カーディフから東に71キロの位置に所在する。
人口46万人、隣接地域も併せると約72万人と推定される。これはイギリス全体で8番目に人口が多く、サウス・ウェスト・イングランドで最も人口の多い都市である。サマセット（南西及び南）とグロスタシャー（北東及び東）の両カウンティに接し、南東には歴史的な都市バース（サマセット）があり、北にはグロスター（グロスタシャー）が位置する。エイボン川に沿って形成されており、それが流入するブリストル海峡に北側で接している。

## 歴史
紀元40年ごろ、現在のブリストルの西側に古代ローマ人が築いたアボナという港がブリストルの基礎となった。アボナは温泉地バースとの物資取引に使用されていた。
5世紀以降のアングロ・サクソン時代にブリストルは都市として形成されていった。もともとはエイボン川の河口から最も近い架橋可能な位置だったことから、「橋のある場所」を意味するブリグストウ（古英語: Brycgstow）と呼ばれていた。
10世紀にブリストルは商業港として栄え、11世紀初頭にはアイルランドとの羊毛貿易の中心地となった。
11世紀後半のノルマンコンクエストの時代には、グロスター伯ロバートによってブリストル城が築かれている。
13世紀には交易量の増大によって船舶の停泊に不足を来すようになったため、1240年代にフロム川の合流点の付け替えを含む当時国内で類を見ない大規模な港湾拡張工事が行われた。工事によって港の容量は2倍に増加し、ブリストルの発展の基盤となった。
13世紀から18世紀の後半に産業革命でリヴァプール、バーミンガム、マンチェスターの急成長が始まるまで、ロンドンに次ぐ都市、ヨーク、ノリッジと並ぶトップ3の都市であった。ブリストルは1155年に特許状を国王から下賜され、1373年に典礼カウンティに格上げされた。
14世紀には造船業や毛織物工業が盛んになり、ヨーロッパや近東に輸出された。
1497年、イングランド王ヘンリー7世の命でイタリアの航海者カボット親子がブリストルの港から新大陸探検に出発した。
1600年代後半、ブリストル出身のエドワード・コルストンは王立アフリカ会社に参加、アフリカの奴隷貿易で大きな財を成し、教会や救貧院、学校などに寄付をした。このことから市内の通りや建物の多くに彼の名前がつけられ、1800年代には市内の中心地に銅像が建立された。しかし、次第に奴隷貿易への批判から銅像の設置に異議が出されるようになり、2020年、人種差別批判の高まりの中でコルストン像は引き倒され海へ投げ込まれた（詳細はエドワード・コルストンの像を参照のこと）。
18世紀頃には毛織物貿易は衰退したが、西インド諸島との貿易、金属工業などの新産業、そして黒人奴隷などを扱った大西洋三角貿易の拠点の一つとして栄えた。18世紀に頂点に宝飾にも用いられる品質のガラス（ブリストルガラス）を生産していた。1700年には2万人だった人口は1801年には68,000人に拡大し、クリフトンなど郊外の宅地化が進んだ。
しかし、産業革命が進展する中で、工業都市マンチェスターと鉄道で連結されたリヴァプールとの競争に敗れたほか、19世紀初頭に奴隷貿易が禁止されたこともあり、19世紀初頭にはかつてのような繁栄は失われていった。1809年に閘門を備えた新港シティ・ドックが完成し、1841年にロンドンと結ぶグレート・ウェスタン鉄道が開通して以降は貿易の絶対量は回復した。
第二次世界大戦に際しては、ドイツ空軍の激しい爆撃を受けている。
川港としての不利を補う目的で、1908年に付属港としてエイボン川河口にロイヤル・エドワード・ドックが作られた。しばらくは市内に近いシティ・ドックが利便性の強さから主として利用されていたが、大型コンテナ船の普及や道路網の整備によって1960年代から急速に主従が逆転してしまい、1975年にはシティ・ドックの商業船対応は完全に停止した。1978年には新たな外洋港ロイヤル・ポートベリー・ドックが完成し、港湾都市ブリストルの地位を維持している。1980年代末から、使用されず荒廃したハーバーサイド地域では、プレジャー目的のマリーナ整備など、都市のアメニティを向上させる再開発が行われた。

## 地理
ブリストルはブリストル海峡の奥、セバーン川の河口入江に注ぐエイボン川を河口から約10キロ遡った内陸に立地する。周辺はダウンズと総称される丘陵地であり、コッツウォルズを水源とするフロム川との合流点となっている。
近隣の都市としては、市内ブリスリントン地区を抜けて約20キロ南東にバース、約50キロ北東にグロスター、海を越えて対岸約40キロ西にウェールズのカーディフが位置している。

## 経済
産業革命の進展により製造業が盛んとなった。ブリストル・エアロプレイン社やブリストル・カーズ社が郊外に工場を構えた。近年もとりわけロールス・ロイス・ホールディングスの航空機用エンジンの生産で知られる。郊外のフィルトンでは超音速旅客機のコンコルドが生産されて、現役を終えた16機中の1機が工場で眠っている。金融機関も多く進出している。近くにウェールズとイングランドを結ぶセヴァーン橋があり、またフォードやホンダの車の輸出港として物流産業でも栄えている。

## 文化
ブリストル大学、西イングランド大学 (U.W.E) の二つの大学があり、多くの学生が集まる。限界効用学説で知られる経済学者アルフレッド・マーシャルなどがブリストル大学で教授を務めた。
- ブリストル大聖堂
- セント・メアリー・レドクリフ教会
- ブリストル大学
- 産業博物館

博物館にはブリストル市立博物館・美術館とブリストル動物園(en:Bristol Zoo)がある。
ハーバーサイドには1845年にブリストルで進水した世界初の実用鋼鉄スクリュー船グレート・ブリテン号が展示されている。

## 交通
近郊にブリストル空港が所在する。鉄道駅としては、ブリストル・テンプル・ミーズ駅とブリストル・パークウェイ駅の2つのターミナル駅がある。テンプル・ミーズ駅は1840年開業以来の歴史ある駅で、イギリス指定建造物1級の史跡に指定されており、それを建設したグレート・ウェスタン鉄道とともに世界遺産の候補にも挙げられている。

## スポーツ
ブリストル・シティFC (Bristol City F.C.) と地元ライバルのブリストル・ローヴァーズFC (Bristol Rovers F.C) が、ブリストルを拠点とするサッカークラブチームである。
ラグビークラブブリストル・ベアーズ (Bristol Bears) は2020年の欧州チャレンジカップ (European Rugby Challenge Cup) にて初優勝を遂げた。

## その他

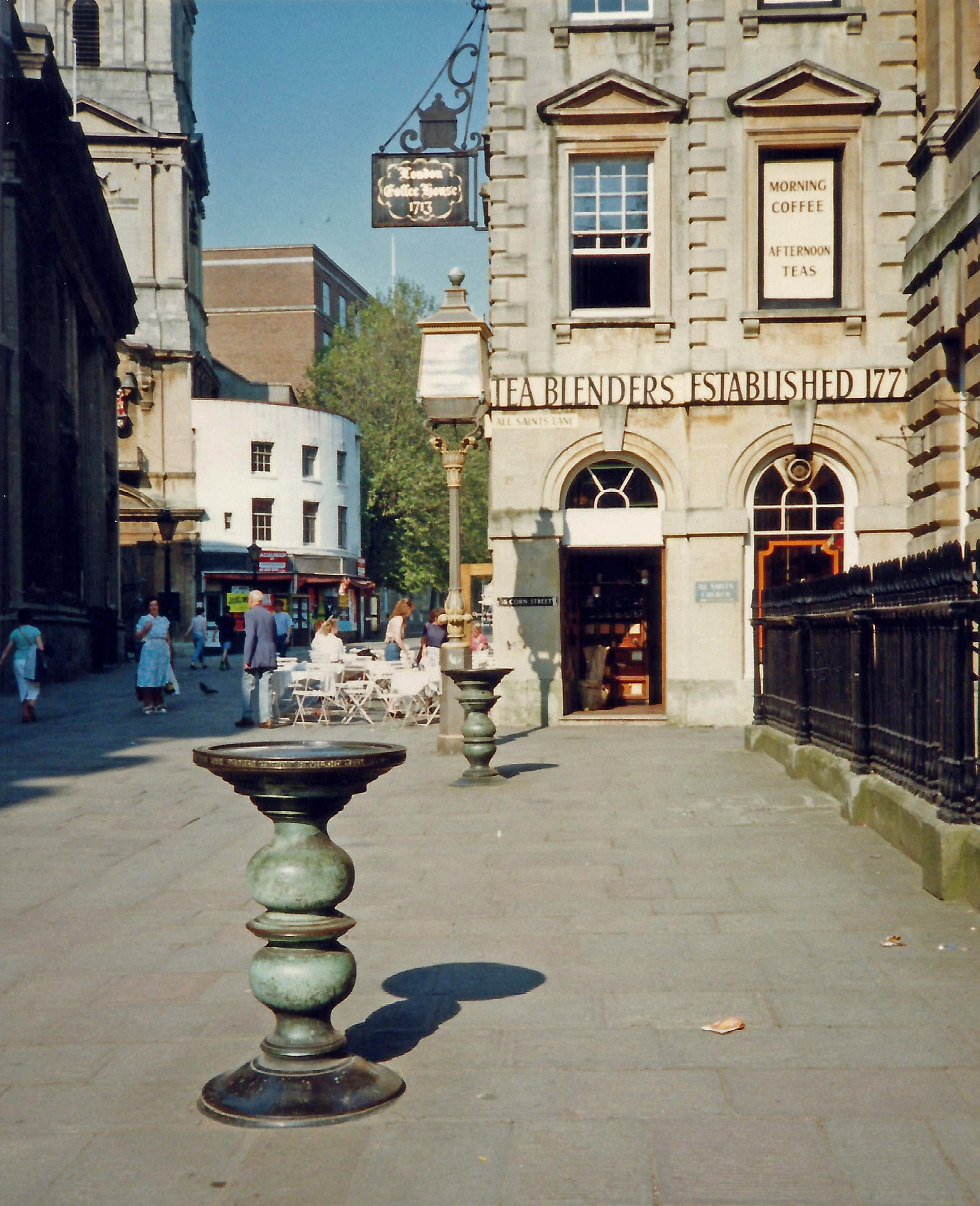
コーンストリートにある4個のネイルのうちの2個

### ブリストル訛り
かつては"a"で終わる単語のほとんどでうしろに"l"を続けて発音していた。現在ではほとんど聞かれなくなったが、いまなおイギリス人には、ブリストルは、"idea"（観念）を"ideal"（理想）に変えることのできる唯一の街として知られている。
ダース・ベイダーを演じたデヴィッド・プラウズは強いブリストル訛りがあった、台詞は吹き替えとなった。

### 即金
18世紀を通じて、ブリストルはイギリス第二の貿易港として繁栄した。取り引きは、コーン・ストリートにあるネイルと呼ばれるブロンズ製のテーブルで行われた。英語の慣用句 "cash on the nail"（即金）あるいは "pay on the nail"（即金で払う）はこれに由来する。

## 関係者

### 著名な出身者等
- アーチボルド・ヒル - 生理学者
- イアン・ホッダー - 考古学者
- イライジャ・ウィリアムス (Elijah Williams)  - チェス選手
- ウィリアム・ジョージ・ホーナー - 数学者
- ウッズ・ロジャーズ - バハマ総督
- エヴァン・パーカー (Evan Parker)  - ソプラノ、サクソフォン奏者
- エドワード・ティーチ - 海賊
- オンスロート - バンド
- キース・ティペット - ジャズピアニスト、作曲家
- クリストファー・フライ (Christopher Fry)  - 脚本家
- ケーリー・グラント - 俳優
- ケヴィン・マクナリー - 俳優
- ジェームズ・メイ - 自動車評論家
- ジェフリー・ハウスホールド - 小説家
- ダミアン・ハースト - 芸術家
- デヴィッド・プラウズ - 俳優、ボディビルダー
- トーマス・チャタートン - 詩人
- トリッキー - シンガーソングライター
- ニック・カーショウ - シンガーソングライター
- ピーター・ヒッグス - 理論物理学者
- バンクシー - 芸術家
- フォーブス・マーチ - 女優
- ポール・ディラック - 理論物理学者
- ポール・ポッツ - 歌手
- マイケル・レッドグレイヴ - 俳優
- マッシヴ・アタック - 音楽プロデューサー、バンド
- ラス・コンウェイ (Russ Conway)  - ピアニスト
- リチャード・ロング - 画家、写真家
- ロニ・サイズ - 音楽プロデューサー、DJ
- ロバート・サウジー - 詩人
- ロバート・スティーブンス (Robert Stephens)  - 俳優
- ロバート・ワイアット - ドラマー(元ソフト・マシーン)
- ロビン・カズンズ - フィギュアスケート選手

### 居住者・ゆかりある人物
- ウジェニー・ド・モンティジョ - 後のフランス第二帝政ナポレオン3世皇后

## 姉妹都市
- ボルドー、フランス
- ハノーファー、ドイツ
- ポルト、ポルトガル
- トビリシ、ジョージア
- プエルト・モラサン、ニカラグア
- ベイラ、モザンビーク
- 広州、中華人民共和国